# Kailash Kher
Pour les articles homonymes, voir Kher.
Kailash Kher, né le 7 juillet 1973 à Meerut (Uttar Pradesh), est un auteur-compositeur-interprète de musique soufie populaire.

## Biographie
Kailash Kher est né le 7 juillet 1973, dans un village de Meerut, dans l'état d'Uttar Pradesh d'une famille Kashmiri Pandit (en). Il passa la majeure partie de son enfance à Delhi. Il grandit en écoutant son père jouer de la musique traditionnelle indienne et commença à étudier la musique classique dès l'âge de 12 ans. Il fut largement inspiré par le légendaire Nusrat Fateh Ali Khan, chanteur soufi pakistanais.

## Carrière
Après quelques soucis en affaires, il s'essaya à la chanson. Une fois installé à Bombay, il prit part à l'industrie bollywoodienne. Le titre Rabba Ishq Na Hove tiré du film Andaaz fut largement plébiscité.
En 2002, le titre Allah ke Bande tiré du film Waisa Bhi Hota Hai Part II (en), le rendit célèbre. Le groupe Kailasa inclut les frères Naresh & Paresh, musiciens de Bombay.
Il interpréta plusieurs chansons sur la bande originale du film Mangal Pandey: The Rising, dans lequel il fit une apparition. On peut également le voir dans le film Corporate (en) avec le titre O Sikander.
Son morceau Teri deewani tiré de l'album Kailasa ainsi que Ya Rabba du film Salaam-e-ishq (en) sont rapidement devenus des hits.
En 2007, il participa à la tournée « The Incredibles », avec Asha Bhosle, Sonu Nigam et Kunal Ganjawala.
Il est actuellement juge dans le reality show Indian Idol sur Sony TV (en).
Allah Rakha Rahman : 

« Je me souviens de la première fois ou j'entendis parler de lui. J'avais demandé à Mehboob (en), mon parolier, une nouvelle voix. Il me dit "j'ai la personne qu'il te faut". Et cette voix fut la sienne. Il me fit le rencontrer. Au moment où je l'entendai pour la première fois, je trouvai sa voix fantastique, avec une dynamique qui lui est propre. La voix de Kailash a quelque chose de spécial, une vraie âme. Allah Ke Bande est une de mes chansons préférées. »

## Discographie

### Bandes originales
- Kammukunna Chikatlona, Arundhati (Telugu)2009
- Hale patre hale kabbuna, Junglee (Kannada)2009
- Chandni Chowk to China (Hindi)2009
- Kurukshetra (Malayalam) (2008)
- Abhiyum Naanum (Tamil) (2008)
- Preethi yake bhoomi medilidhe (Kannada)(2007)
- Parugu (Telugu) (2008)
- Dhaam Dhoom (Tamil) (2008)
- Kathanayakudu (2008)(Telugu)
- Kuselan (Tamil) (2008)
- Bheema (Tamil) (2008)
- Ososi Raakasi (2007)(Telugu)
- Salaam-e-Ishq (2007)
- Bal Ganesh (2007)
- Aaja Nachle (2007)
- Dhaan (2007)
- Humne Jeena Seekh Liya (2007)
- Manorama Six Feet Under (2007)
- Delhi Heights (2007)
- 1971 (2007)
- Traffic Signal (2007)
- Chirutha (2007)(Telugu)
- Munna (2007)
- Bombay Times (2006)
- Baabul (2006)
- With Luv... Tumhaara (2006)
- Krishna (film) (2006)
- Khosla Ka Ghosla (2006)
- Veyyil (Tamil) (2006)
- Naksha (2006)
- Aap Ki Khatir (2006)
- Alag (2006)
- Fanaa (2006)
- Keerthi Chakra (Malayalam) (2006)
- Zinda (2006)
- Majaa (2005)
- Anjaan (2005)
- Dosti (2005)
- Ek Ajnabee (2005)
- Kyon Ki (2005)
- Hanuman (2005)
- Chocolate (2005)
- Barsaat (2005)
- The Rising (2005)
- Sarkar (2005)
- Silsiilay (2005)
- Kaal (2005)
- Waqt: The Race Against Time (2005)
- Tango Charlie (2005)
- Classic (2005)
- Kisna (2005)
- Vaada (2005)
- Ab Tumhare Hawale Watan Saathiyo (2004)
- Swades (2004)
- Deewaar (2004)
- Dev (2004)
- Khakee (2004)
- Kilichundan Mambazham (Malayalam)(2003)
- Andaaz (2003)

### Acteur
- Corporate (2006)... Apparition dans le morceau "O Sikander"
- Mangal Pandey - The Rising (2005)... Chanteur soufiste

### Parolier
- Chandni Chowk To China (2009) (Released)
- Dasvidaniya (2008)
- Traffic Signal (2007)
- Kaal (2005)

### Bandes originales (directeur)
- Chandni Chowk To China (2009)
- Dasvidaniya (2008)
- Sacred Evil - A True Story (2006)

### Vidéoclips
- Ya Rabba
- Jhoomo Re (2006) - avec "Saiyyan" reconnu par la critique comme son meilleur titre
- Kailasa